# Exning
Exning – wieś w Anglii, w hrabstwie Suffolk, w dystrykcie West Suffolk. Leży 60 km na północny zachód od miasta Ipswich i 91 km na północ od Londynu.